# Chuột tuyết Balkan
Chuột tuyết Balkan, hay chuột tuyết Martino, tên khoa học Dinaromys bogdanovi, là một loài động vật có vú, loài duy nhất trong chi Dinaromys, thuộc họ Cricetidae, bộ Gặm nhấm. Loài này được Martino mô tả năm 1922.